# François-Simon Cazin
Pour les articles homonymes, voir Cazin.
François-Simon Cazin (Rocroi, 30 juillet 1796-Vire, 9 mars 1890) est un écrivain français.

## Biographie
Juge de paix puis avocat, né et élevé à Rocroi, cousin de Gaspard Monge, il laisse des souvenirs de sa vie sous l'Empire et la Restauration dans cette ville, Les Russes en France, souvenirs des années 1815, 1816, 1817, témoignage publié en 1880.
Une rue de Vire porte son nom. 

## Œuvres
- Notice sur l'église St-Thomas de Vire, 1854
- Notice sur la chapelle Saint-Roch, sise dans les monts de Vaudry, 1855
- Journal d'un touriste en Basse-Normandie, 1863
- Les Mémoires d'un médecin, 1864
- Notice sur le couvent de Saint-Michel des Frères Mineurs couventuels de saint François d'Assise dits Cordeliers de la ville de Vire, 1865
- Mémoires d'un ancien huissier au bailliage de Vire [P.-J. Porquet], publiés par M. F.-S. Cazin, 1866
- Notice biographique sur Chênedollé, 1869
- Recherches sur les usages et le luxe des anciens dans leurs repas, 1873
- Les Russes en France, souvenirs des années 1815, 1816, 1817, 1880